# Bhadrakali
Bhadrakali (Bhadrakālī) hinduistička je božica (devi) i oblik velike božice Kali. Kali je oblik božanstva zvanog Adi Parashakti (Shakti = „moć“) te je iznimno važna u šaktizmu – šaktizam je hinduistički pravac koji Božicu smatra Vrhovnim Bićem. U sekti posvećenoj Višnuu, Bhadrakali je epitet božice Yogamaye, koja predstavlja privid.
Viđena kao „srećonoša“, Bhadrakali je božanstvo koje oslobađa štovatelje. Maya (iluzija) hinduistički je koncept bitan u doživljaju Božice.

## Devi
Bhadrakali je povezana s Mahakali, Durgom i Matangi.

## Kult
Hinduisti Kerale, južne Karnatake i južnog Tamila Nadua štuju Bhadrakali kao „obiteljsko božanstvo“. Borilačka vještina kalaripayattu povezana je s Bhadrakali, kao i ples Kuthiyottam.